# لونبورگ، ورمونت
لونبورگ (به انگلیسی: Lunenburg) یک منطقهٔ مسکونی در ایالات متحده آمریکا است که در شهرستان اسکس، ورمانت واقع شده‌است.
 لونبورگ ۱۱۸٫۶ کیلومتر مربع مساحت و ۱٬۳۰۲ نفر جمعیت دارد و ۳۹۵ متر بالاتر از سطح دریا واقع شده‌است.